# Іан Катро
Іан Катро (англ. Ian Cathro, нар. 11 липня 1986, Данді) — шотландський футбольний тренер. З 2024 року очолює тренерський штаб клубу «Ештуріл-Прая».

## Біографія
Народився 11 липня 1986 року в місті Данді. Вихованець юнацьких команд футбольних клубів «Форфар Атлетік» та «Бріхін Сіті».
Проте на дорослому рівні продовжити виступи на вдалося, натомість вже у 22-річному віці став головним тренером молодіжної команди «Данді Юнайтед», де пропрацював протягом чотирьох років.
2012 року був запрошений португальським тренером-новачком Нуну, з яким вони познайомилися ще 2009 року на тренерських курсах, увійти до очолюваного ним тренерського штабу команди «Ріу-Аве». Вже протягом другого сезону тренерської роботи Нуну очолювана ним команда уерше в своїй історії кваліфікувалася для участі у єврокубках, що не залишилося непоміченим керівництвом амбітніших клубів, і того ж 2014 року його було запрошено до іспанської «Валенсії», а Катро поїхав за ним, ставши асистентом головного тренера і цієї команди.
За рік, влітку 2015, Катро залишив «Валенсію», відгукнувшись на запрошення співвітчизника Стіва Макларена стати його помічником у тренерському штабі англійського «Ньюкасл Юнайтед». Після звільнення Макларена навесні 2016 року Катро продовжив роботу з командою, асистуючи її новому наставнику Рафаелю Бенітесу. 
Перший досвід самостійної тренерської роботи на найвищому рівні отримав у грудні 2016 року, ставши головним тренером шотландського «Гартс». Призначення дуже молодого і недосвідченого тренера було неоднозначно сприйняте насамперед вболівальниками команди з Единбурга, і Катро не вдалося осоромити скептиків — при ньому команда демонструвала посередні результати. Його було звільнено менш ніж за вісім місяців після призначення, коли «Гартс» не змогли пройти до стадії плей-оф Кубка шотландської ліги 2017/18 попри статус фаворита своєї відбіркової групи.
Після звільнення з «Гартс» майже рік залишався без роботи, доки влітку 2018 року не возз'єднався з Нуну, ставши цього разу його помічником у тренерському штабі англійського «Вулвергемптон Вондерерз».